# Historia de la tecnología musical

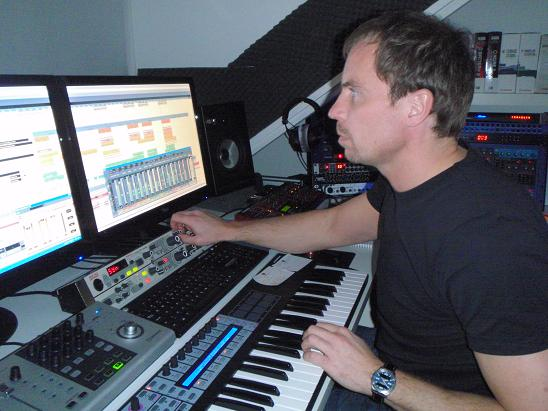
Esta foto de 2009 muestra la producción musical usando una estación de trabajo de audio digital (DAW) con configuración de múltiples monitores.

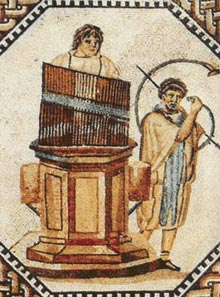
El hydraulis u "órgano de agua". Note la trompeta curva, llamada bukan bu por los griegos y más tarde, cornu por los romanos.

La tecnología musical es un campo de conocimientos que se enfoca en el uso de cualquier dispositivo, mecanismo, máquina o herramienta física o en software por parte de un artista para hacer o interpretar música, para componer, anotar, reproducir o grabar obras musicales, para analizar o editar música o para crear/reproducir fuentes sonoras alternativas. Las primeras aplicaciones conocidas de la tecnología en la música fueron el uso de una herramienta por parte de los pueblos prehistóricos para perforar agujeros en los huesos con el fin de hacer flautas simples. Antiguos egipcios desarrollaron instrumentos de cuerda, como arpas, liras y laúdes, que requerían hacer cuerdas delgadas y algún tipo de sistema de clavijas para ajustar el tono de las cuerdas. Los antiguos egipcios también usaban instrumentos de viento e instrumentos de percusión como platillos. En la antigua Grecia, los instrumentos incluían los aulos de doble caña y la lira. En la Biblia se hace referencia a numerosos instrumentos, incluidos el cuerno, la pipa, la lira, el arpa y la gaita. Durante los tiempos bíblicos, también se usaban cornetas, flautas, cuernos, órganos, pipas y trompetas. Durante la Edad Media, la notación musical se utilizó para crear un registro escrito de las notas de melodías sencillas. 

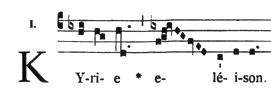
Una muestra de notación para el Kýrie Eléison XI (Factor Orbis), que es del Liber Usualis, que se originó en el. [//upload.wikimedia.org/wikipedia/commons/c/cc/Kyrie_XI_%28Orbis_Factor%29_sample.ogg Escúchalo] interpretado.

Durante la era de la música del Renacimiento, se inventó la imprenta, lo que hizo mucho más fácil producir música en masa (que previamente había sido copiada a mano). Esto ayudó a difundir estilos musicales más rápidamente y en un área más grande. Durante la era barroca (1600–1750), se desarrollaron tecnologías para instrumentos de teclado, lo que condujo a mejoras en los diseños de órganos de tubos y clavecines, y al desarrollo de un nuevo instrumento de teclado en aproximadamente 1700, el piano. En la era clásica, Beethoven agregó nuevos instrumentos a la orquesta para crear nuevos sonidos, como el flautín, el contrabajo, los trombones y la percusión no afinada en su Novena Sinfonía. Durante la era de la música romántica (c. 1810–1900), una de las formas clave en que las nuevas composiciones se dieron a conocer al público fue mediante la venta de partituras, que los amantes de la música aficionados interpretarían en casa en su piano u otros instrumentos. En el siglo XIX, se agregaron a la orquesta nuevos instrumentos como saxofones, bombardinos, tubas de Wagner y cornetas. 
A principios del siglo XX, con la invención y popularización del disco de gramófono (comercializado en 1892) y la transmisión de radio (a partir de una base comercial hacia 1919-1920), hubo un gran aumento en la escucha de música, y fue más fácil distribuir música a un público más amplio. El desarrollo de la grabación de sonido tuvo una gran influencia en el desarrollo de géneros musicales populares, ya que permitió que las grabaciones de canciones y bandas se distribuyeran ampliamente. La invención de la grabación de sonido dio lugar a un nuevo subgénero de la música clásica, el estilo concreto de composición electrónica de Musique. La invención de la grabación multipista permitió a las bandas pop sobregrabar muchas capas de pistas de instrumentos y voces, creando nuevos sonidos que no serían posibles en una actuación en vivo. A principios del siglo XX, se utilizaron tecnologías eléctricas como pastillas electromagnéticas, amplificadores y altavoces para desarrollar nuevos instrumentos eléctricos como el piano eléctrico (1929), la guitarra eléctrica (1931), el órgano electromecánico (1934) y el bajo eléctrico (1935). ) La orquesta del siglo XX ganó nuevos instrumentos y nuevos sonidos. Algunas piezas de orquesta usaban la guitarra eléctrica, el bajo eléctrico o el Theremin. 
La invención del transistor en miniatura en 1947 permitió la creación de una nueva generación de sintetizadores, que se utilizaron por primera vez en la música pop en la década de 1960. A diferencia de las tecnologías de instrumentos de teclado anteriores, los teclados de sintetizador no tienen cuerdas, tuberías ni dientes metálicos. Un teclado sintetizador crea sonidos musicales utilizando circuitos electrónicos o, posteriormente, chips de computadora y software. Los sintetizadores se hicieron populares en el mercado masivo a principios de la década de 1980. Con el desarrollo de potentes microchips, se introdujeron una serie de nuevas tecnologías de música electrónica o digital en la década de 1980 y décadas posteriores, incluidas las cajas de ritmos y los secuenciadores de música. Las tecnologías de música electrónica y digital son cualquier dispositivo, como una computadora, una unidad de efectos electrónicos o software, que es utilizado por un músico o compositor para ayudar a hacer o interpretar música. El término generalmente se refiere al uso de dispositivos electrónicos, hardware informático y software informático que se utiliza en la interpretación, reproducción, grabación, composición, grabación y reproducción de sonido, mezcla, análisis y edición de música.

### El imperio romano

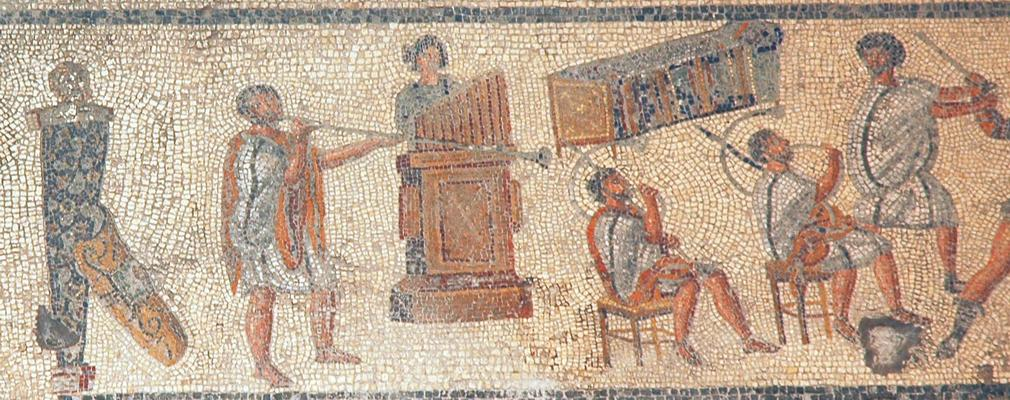
Músicos en un detalle del mosaico Zliten (siglo II dC), originalmente mostrado como combate de gladiadores y eventos de animales salvajes en la arena; desde la izquierda, la tuba, hydraulis (órgano de tubería de agua) y dos cornua

### Edad Media

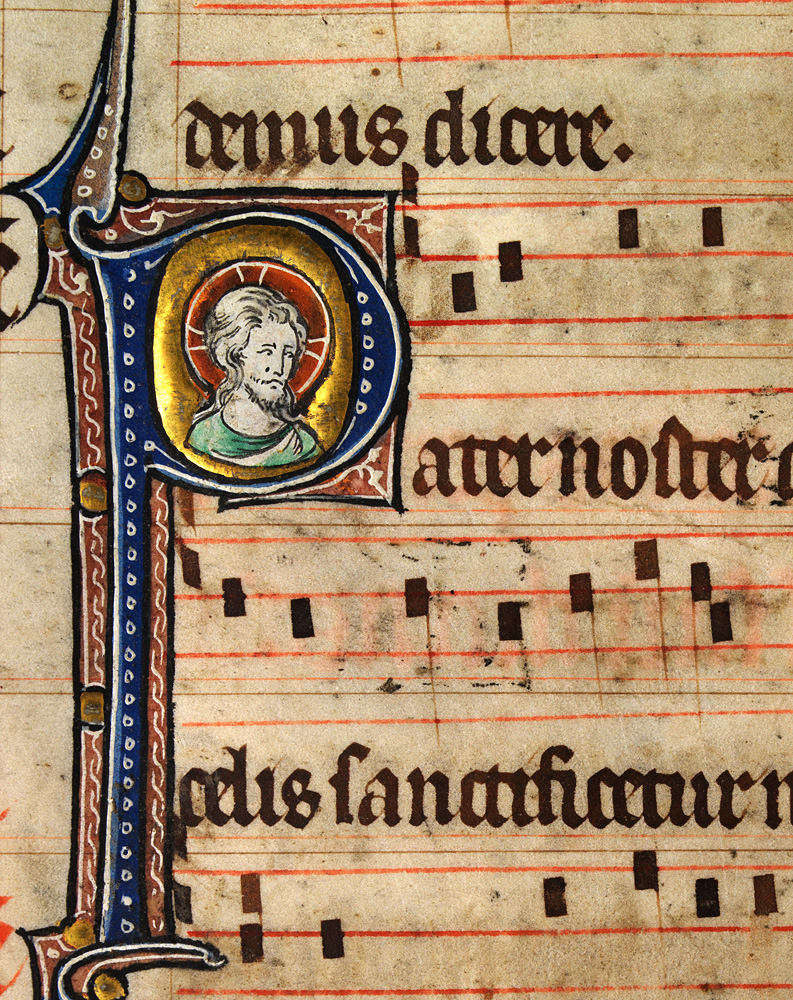
Notación musical de un misal católico, c.1310-1320

### Renacimiento

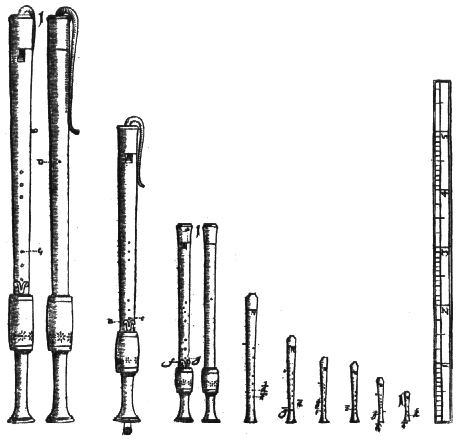
Grabadoras renacentistas

### Piano eléctrico

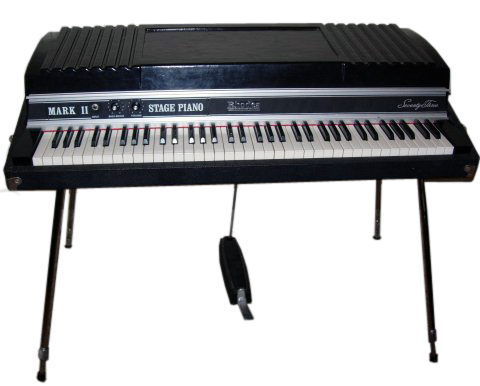
Un piano eléctrico Rhodes Mark II Stage 73.

### Guitarra eléctrica

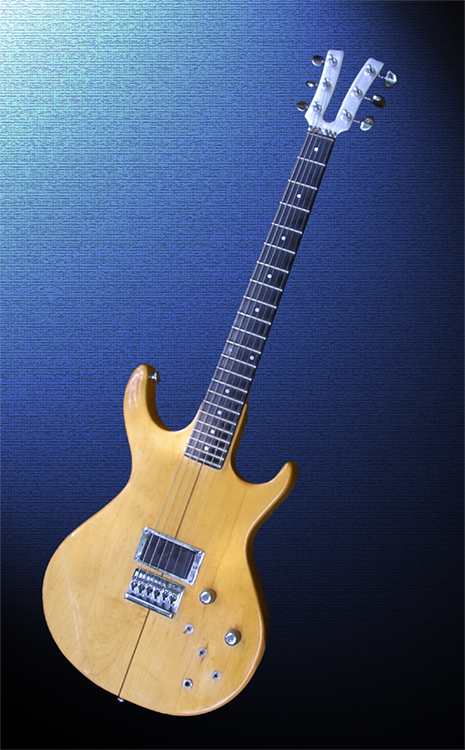
Una guitarra eléctrica Kramer XKG-20 circa 1980.

### Órgano de Hammond

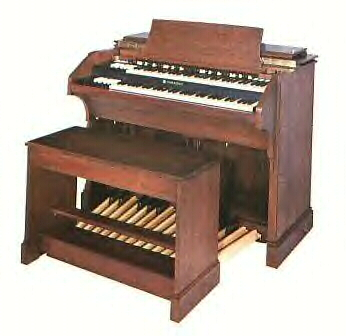
Un órgano eléctrico Hammond C-3.

## Electrónica o digital

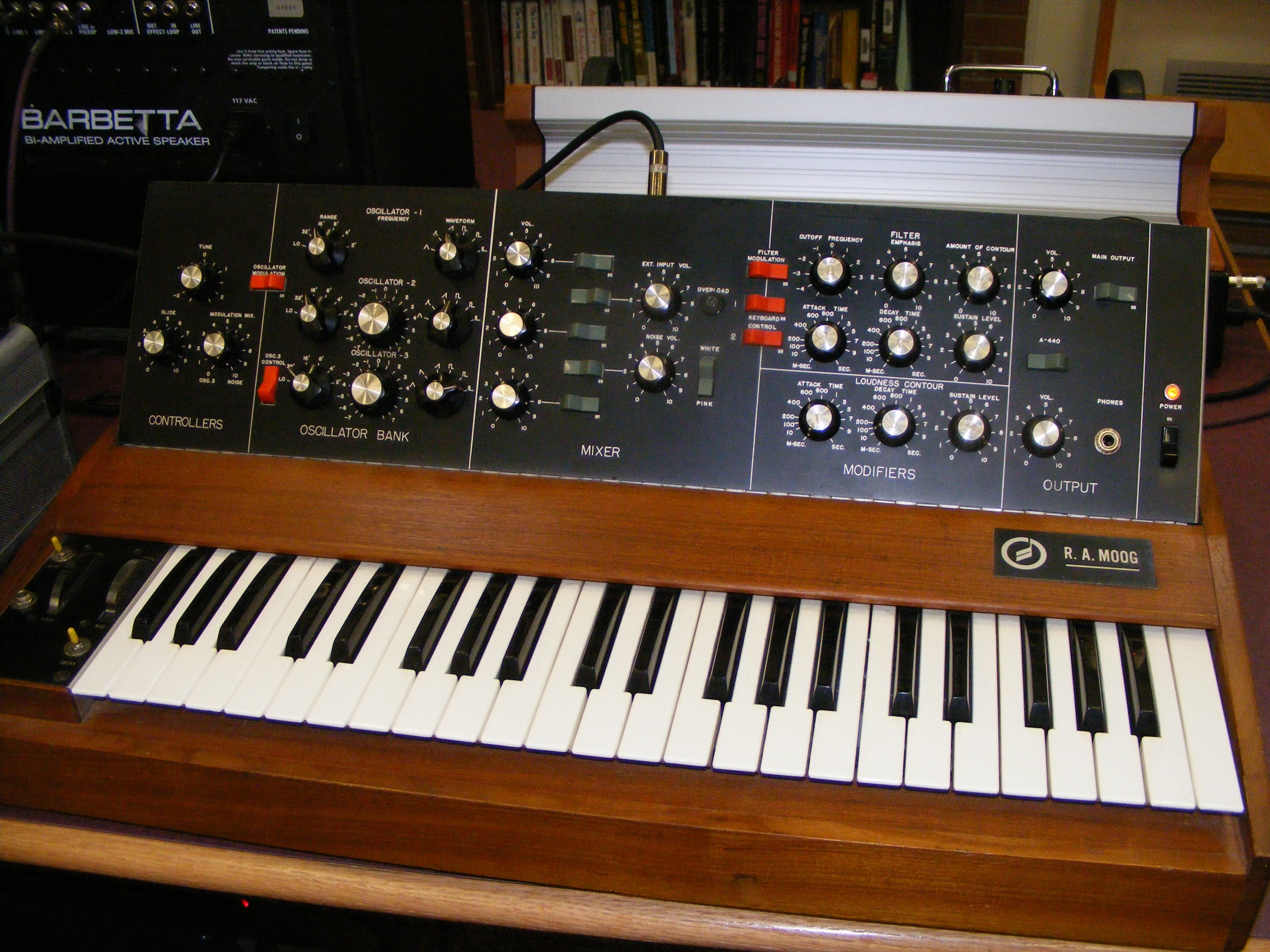
Uno de los primeros sintetizadores Minimoog de RA Moog Inc. desde 1970.

## Tecnologías mecánicas

### Épocas prehistóricas

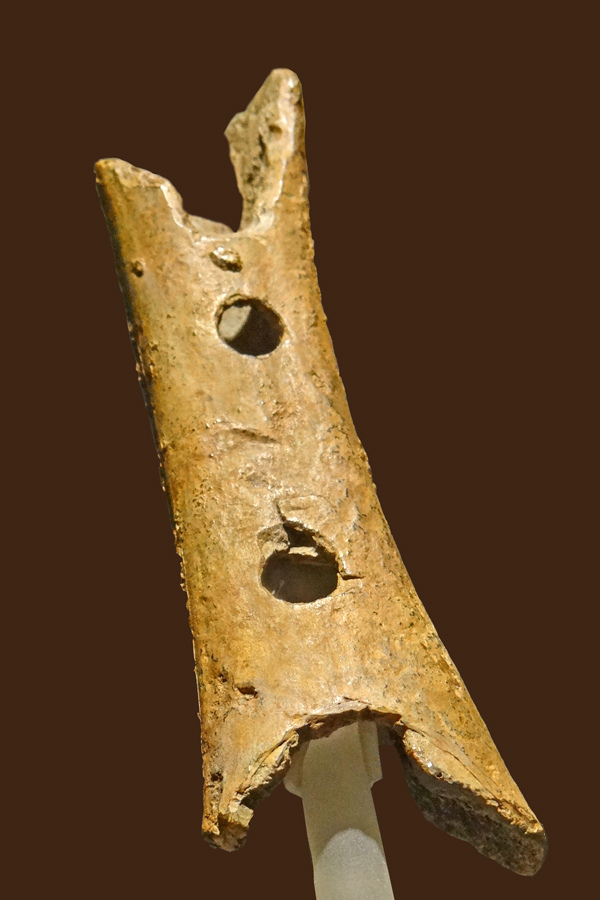
Flauta ósea que tiene más de 41 000 años.

Los hallazgos de los sitios de arqueología paleolítica sugieren que los pueblos prehistóricos utilizaron herramientas de talla y perforación para crear instrumentos. Los arqueólogos han encontrado flautas paleolíticas talladas en huesos en los que se han perforado agujeros laterales. Se cree que la flauta Divje Babe, tallada en el fémur de un oso cavernario, tiene al menos 40.000 años. Instrumentos como la flauta de siete agujeros y varios tipos de instrumentos de cuerda, como el Ravanahatha, se han recuperado de los sitios arqueológicos de la civilización del valle del Indo. La India tiene una de las tradiciones musicales más antiguas del mundo; las referencias a la música clásica india se encuentran en los Vedas, antiguas escrituras de la tradición hindú. El tratado conocido como Nâtya Shâstra, escrito en fecha incierta pero considerado el texto sobre dramaturgia más antiguo conocido hasta el momento, incorpora a la música como un elemento de las artes dramáticas. La colección más antigua y más grande de instrumentos musicales prehistóricos se encontró en China y data de entre el 7000 y el 5700 a. C.
Algunos de los instrumentos musicales neolíticos identificados hasta el momento incluyen un litófono en Vietnam, cuya antigüedad se estima en 6000 años y tambores en arcilla hallados en Europa Central. Hacia el I Milenio AC surge el tambor de bronce o gong.

### Antiguo Egipto

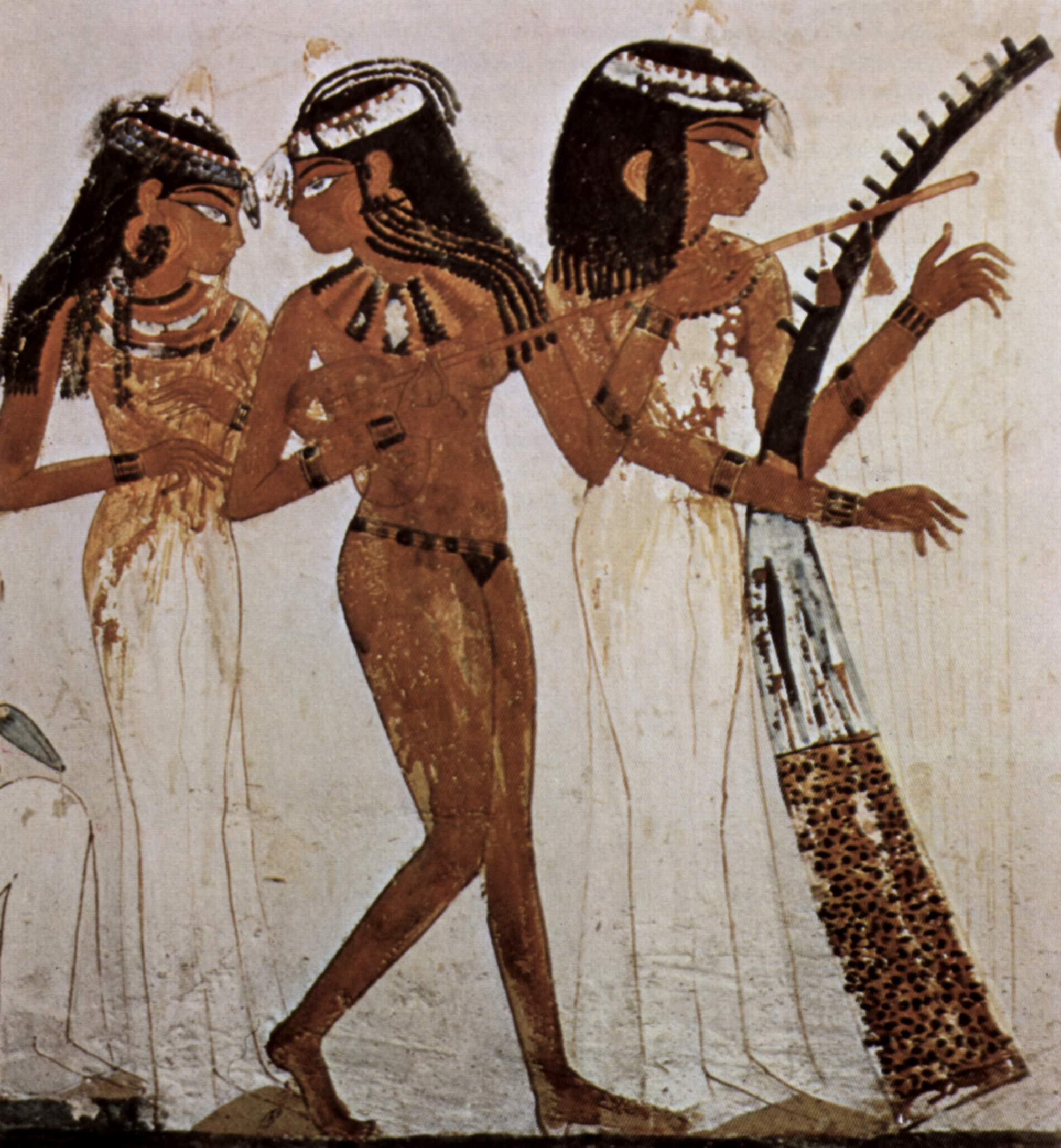
Músicos de Amón, XVIII Dinastía (c. 1543–1292 a. C.)

En el Egipto prehistórico, la música y los cánticos acompañaban habitualmente los trabajos agrarios, que convocaban grandes grupos de personas, y las ceremonias rituales.
La evidencia de los instrumentos musicales egipcios se remonta al período predinástico, cuando los cánticos funerarios desempeñaban un papel importante en La religión egipcia. Existen registros de la utilización, en etapas sucesivas, de todas las categorías de instrumentos musicales: percusión, viento y cuerdas. Los instrumentos de percusión incluían tambores de mano, cascabeles, castañuelas, campanas y el sistro. Los instrumentos de viento incluían flautas (dobles y simples, con lengüetas y sin ellas) y trompetas. Los instrumentos de cuerda incluían arpas, liras y laúdes. 

Algunos instrumentos, como los címbalos y las campanas, los hydraulis y las flautas de Pan fueron introducidos en la época ptolemaica. Desde Oriente Medio, ya en la etapa del Imperio Nuevo, se introdujeron la lira y el laúd, este último construido con dos tipos de materiales (caparazón de tortuga o madera) sobre la base de dos diseños diferentes.

### Valle del Indo
La civilización del valle del Indo tiene esculturas que muestran instrumentos musicales antiguos, como la flauta de siete agujeros. Se han recuperado varios tipos de instrumentos de cuerda y tambores de Harappa y Mohenjo Daro mediante excavaciones realizadas por Sir Mortimer Wheeler.

### Referencias en la biblia

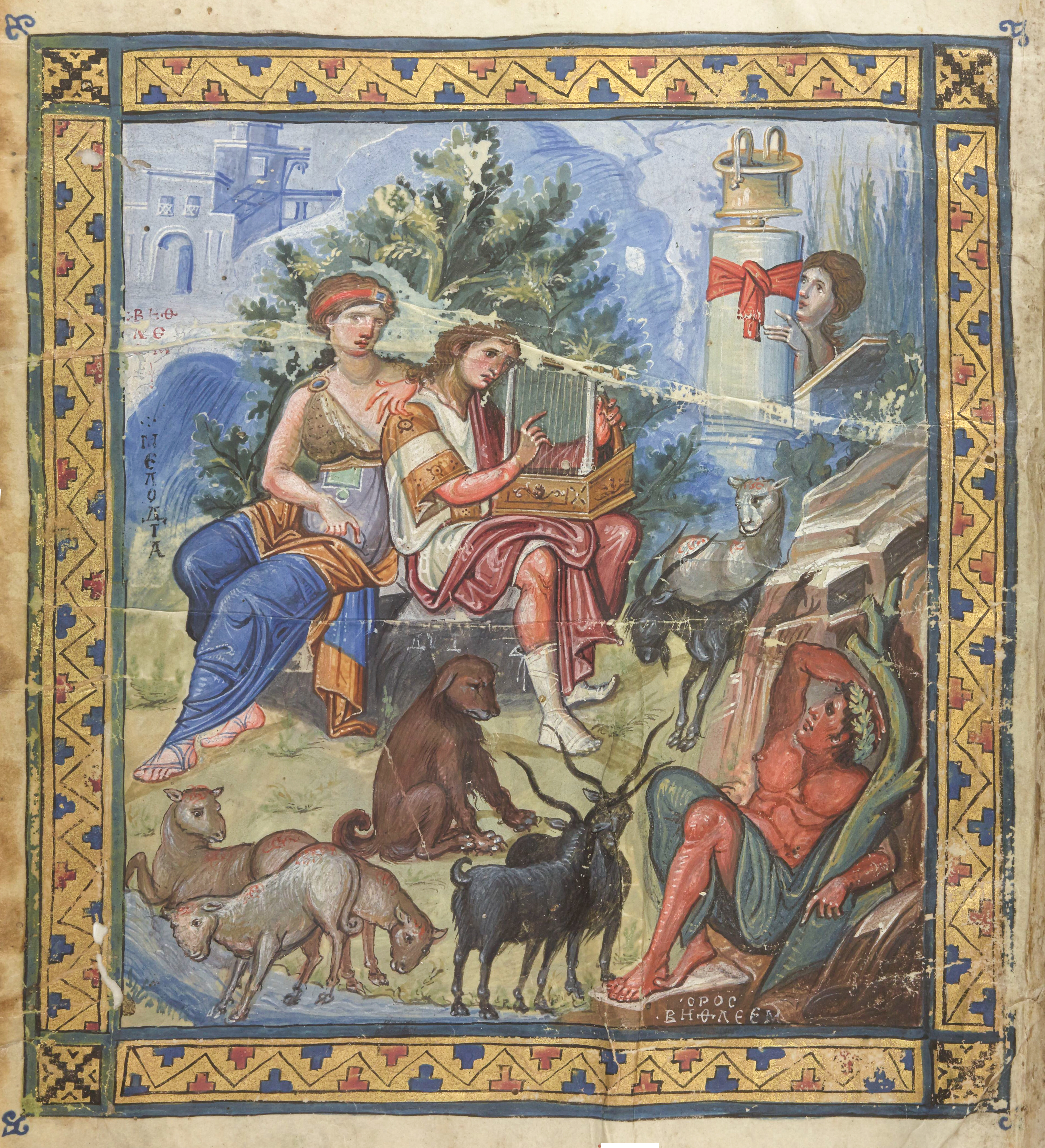
"David con su arpa", del Salterio de París, c. 960, Constantinopla.

Miriam y las mujeres celebran el cruce del Mar Rojo con "timbales" (pequeños tambores de mano) (del Salterio Tomić).